# George Barna
George Barna (sinh năm 1955) là nhà sáng lập Nhóm Barna, một tổ chức nghiên cứu thị trường chuyên khảo sát tập quán và niềm tin tôn giáo của người dân Mỹ, cùng sự tương tác giữa đức tin và văn hóa.
Nhóm Barna thực hiện các cuộc thăm dò dư luận nhằm khảo sát và giải thích các khía cạnh khác nhau của cộng đồng Tin Lành. Những khảo cứu của Barna đã giúp phát hiện  "một khoảng cách đáng kể giữa những điều chúng ta nghe các tín hữu Cơ Đốc xưng nhận là họ tin tưởng và các giá trị cũng như cung cách sống vượt quá khuôn khổ các giá trị ấy."

## Xuất thân
Lớn lên là một giáo dân Công giáo Rôma ở Princeton, New Jersey, Hoa Kỳ. Tốt nghiệp Đại học Boston với văn bằng cử nhân chuyên ngành xã hội học (thêm môn học phụ về tôn giáo), Barna đậu bằng thạc sĩ khoa học chính trị tại Đại học Rutgers,  rồi tiến sĩ ở Đại học Baptist Dallas. Trong thời gian này Barna kết hôn với Nancy, một cô gái cùng quê. Hai người khởi sự điều họ gọi là nỗ lực tìm kiếm Thiên Chúa, cuối cùng họ chấp nhận đức tin Tin Lành (Evangelical).
Barna tổ chức các hội nghị chuyên đề cho giới lãnh đạo hội thánh, diễn thuyết tại các hội nghị mục sư, giảng dạy ở các chủng viện, và từng phục vụ trong cương vị một quản nhiệm. Barna đã viết hơn 30 đầu sách về các vấn đề Cơ Đốc đương thời, tập trung vào các chủ đề như thế giới quan, các trào lưu,  trẻ em đối với hội thánh, tăng trưởng tâm linh, và kỹ năng lãnh đạo. Ông cũng viết báo và mở website cho Nhóm Barna. Từ những nghiên cứu của mình, Barna đã phổ biến một số thuật từ như:
- Mosaic Generation – diện mạo của thế hệ sinh từ năm 1984 đến 2002
- Theolographics – các khía cạnh thần học và các ứng dụng của con người
- Spiritainment – một cách ghép từ (spirituality với entertainment) khảo sát tình trạng pha trộn các mục tiêu tâm linh và giải trí, và ảnh hưởng của nó đối với đời sống tâm linh của tín hữu.

## Cải tổ Hội thánh
Như là một phần trong chiến dịch kéo dài 10 năm với mục tiêu cải tổ  hội thánh,  năm 2001, George Barna đến 54 thành phố trên khắp nước Mỹ để tổ chức các hội nghị chuyên đề kéo dài một ngày dành cho các quản nhiệm và những nhà lãnh đạo hội thánh địa phương, nhằm giúp họ nhận thức được tình trạng khẩn cấp của hội thánh, thúc đẩy họ xây dựng một "hội thánh năng động, đầy sức sống, biến hội thánh thành một nơi chốn đẹp đẽ và một cộng đồng mạnh mẽ như Chúa muốn như thế." Nhưng Barna thú nhận ông đã thất bại.
Thất vọng đối với sự đáp ứng tiêu cực từ giới lãnh đạo hội thánh, Barna nhận xét, "Nếu bạn tìm gặp các mục sư, bạn sẽ nghe họ nói nhiều về các chương trình, những con số, tiền bạc, và xây dựng [cơ sở vật chất], nhưng hầu như chắc chắn  bạn sẽ không  nghe họ nói gì về những thay đổi tích cực trong nếp sống của các tín hữu của họ, sâu sắc đến nỗi thu hút sự quan tâm của người khác và dẫn dắt họ đến với Chúa Cơ Đốc." Ông thuật lại, "Chúng tôi làm việc đến kiệt sức để cung cấp cho họ những  thông tin hữu ích, các kết quả khảo sát có giá trị, họ gật đầu tán thưởng rồi chẳng chịu làm gì cả", rồi tiếp, "Ở Disney, khi chúng tôi chuyển giao thông tin, ngay trong ngày hôm sau họ đưa ra chính sách, thiết lập chương trình; họ biến các thông tin thành các hoạt động thiết thực." Trong bảy năm, Barna đã làm việc cho Disney để trang trải chi phí điều hành cho Tổ chức Khảo cứu Barna.
Thổ lộ với Tim Stafford của tạp chí Christianity Today rằng trong số các nhân vật trong Kinh Thánh, ông cảm thấy  gần gũi với Jeremiah và Giăng Báp-tít hơn là với Phao-lô và Peter; ông nói "Tôi thấy mình đồng cảm với họ, tôi cảm nhận được nỗi đau của họ."
Ông kết hôn với Nancy Barna, hiện có ba con nuôi – hai đến từ Guatemala, một từ Nga.

## Những Khám phá của Barna
Barna đã thực hiện nhiều cuộc khảo sát sâu rộng liên quan đến Cơ Đốc giáo và thực trạng của hội thánh. Trong số những phát hiện của Barna, thu hút sự quan tâm cũng như gây nhiều tranh cãi với không ít luận cứ phản bác trong những năm gần đây, có:
- Trẻ em là thành phần dân số cần được quan tâm bởi vì chúng dễ tổn thương về tâm linh;
- Các giáo hội Kháng Cách thường hoạt động thiếu hiệu quả trong nỗ lực truyền bá phúc âm và tu dưỡng tâm linh;
- Hầu hết mục sư Kháng Cách chưa hề nhận ơn gọi, cũng như thiếu khả năng lãnh đạo;
- Chưa đến một phần mười người trưởng thành tự nhận là tín hữu đã được tái sinh có thế giới quan theo Kinh Thánh;[6] mặc dù có đến 91% trong số họ nói rằng  ngày càng xem đức tin tôn giáo là sự soi dẫn khách quan và đáng tin cậy trong các vấn đề đạo đức.[7]
- Mỗi nhà thờ đều có các đề án tăng trưởng, nhưng chỉ có một số ít hoạt động hiệu quả;
- Các phương tiện truyền thông đại chúng có ảnh hưởng đáng kể nhất trên tập quán và niềm tin của dân chúng;
- Một số mô hình thay thế - trong đó có hội thánh tư gia – đang phát triển mạnh. Tuy nhiên, theo nhận xét của Barna, "Trở ngại lớn nhất đối với sự phát triển của hội thánh tư gia là hầu hết tín hữu ở đây  đều rơi vào tình trạng  tự mãn thuộc linh, và ngưng  tìm kiếm các trải nghiệm tăng trưởng tâm linh."  Mặc khác, ông cho rằng trong khi tín hữu hội thánh tư gia tích cực chia sẻ trách nhiệm với cộng đồng thì tín hữu đến nhà thờ đặt trách nhiệm ấy trên vai giáo đoàn.[8]
- Các tín hữu Cơ Đốc sùng tín và nhiệt thành,  thường được gọi là những nhà cách mạng – những người tìm kiếm các trải nghiệm tâm linh không theo truyền thống giáo hội, theo đuổi những chuẩn mực của hội thánh tiên khởi "lập nền trên đức tin, lòng nhân ái, tình yêu thương, tính hào phóng, sự ân cần, và nếp sống giản dị." – theo Barna, là những người đang kiến tạo một "cuộc cách mạng tâm linh nhằm tái định hình Cơ Đốc giáo, đức tin cá nhân, trải nghiệm tôn giáo tập thể, và diện mạo đạo đức của đất nước." [6]
- Hầu hết các báo cáo "hội thánh tăng trưởng" chỉ đơn giản là con số các tín hữu chuyển từ nhà thờ này sang nhà thờ khác;
- Tỷ lệ ly hôn của các tín hữu Cơ Đốc cao hơn tỷ lệ này ở những người vô thần và bất khả tri.[9]  Một khảo sát của Barna trong năm 2008 cho thấy 32% tín hữu đã ly hôn, trong khi con số này ở những người vô thần và bất khả tri là 30%;[10]

## Tác phẩm
- The Frog in the Kettle
- The Power of Vision
- Transforming Children into Spiritual Champions
- Revolution
- Pagan Christianity